# Roy Resare
Roy Erik Magnus Resare, född Ottosson 28 oktober 1954 i Alingsås, Älvsborgs län, är en svensk biolog och miljöpartistisk politiker som var riksdagsledamot 1988–1991 och 1994–1998 för Västernorrlands läns valkrets.
Han har arbetat som rektor på Liden, Stige och Anundgårds skolor i Sundsvalls kommun. Numera på Bergsåker skola även den inom Sundsvalls kommun.

## Övriga uppdrag
- Landstingspolitiker, Västernorrland 1998–2010
- Kommunpolitiker, Sundsvall 1985–1988, 1991–1994
- Miljöpartiets partistyrelse 1996–1999
- Ledamot av Miljöbalkskommittén (M 1999:03)[7]